# Sonic 3D Blast
Sonic 3D Blast (ソニック3Dブラスト, Sonikku 3D Burasuto), chamado na Europa de Sonic 3D: Flickies' Island, é um jogo eletrônico de plataforma isométrica da série Sonic the Hedgehog. Foi desenvolvido no Reino Unido pela Traveller's Tales e públicado pela Sega. No Japão só a versão do Sega Saturn foi lançada.

## Jogabilidade
Sonic 3D Blast é um jogo de plataforma apresentado a partir de uma perspectiva isométrica. O jogador controla Sonic the Hedgehog, cujo objetivo é salvar os Flickies, coletar as sete Esmeraldas do Caos e derrotar o Doutor Robotnik e seu exército de robôs.
Sonic permanece com a maior parte de suas habilidades de jogos anteriores: ele pode pular e girar no ar para derrotar robôs ou pular em plataformas, executar o impulso no chão para ganhar velocidade e coletar anéis como forma de saúde. Além disso, Sonic também pode coletar modificadores, como escudos elementais, aumento de velocidade ou invencibilidade, quebrando monitores de televisão que os contêm.

## Enredo
Dr Eggman descobre que alguns pássaros exóticos eram Flickies, mas não era os mesmos tipos de Flickies, esses portavam grande poder. Eggman estuda sobre eles e descobre que eles vivem em uma ilha de outra dimensão. Ele descobriu também que com o poder que eles portavam, podiam viajar para qualquer lugar usando grandes anéis, então ele decide explora-los transformando-os em robôs para ajuda-lo a encontrar as Esmeraldas do Caos. Um dia, Sonic visitou a Ilha dos Flickies e viu o que Eggman tinha feito a eles. Ele decide libertar os Flickies e impedir que o Eggman encontre as Esmeraldas.

## Lançamentos
Além da versão original do Mega Drive, Sonic 3D também estava disponível para o Sega Saturn para compensar o cancelamento do Sonic X-treme, o qual pretendia ser um título matador para o fim de ano de 1996; o jogo foi portado em sete semanas, durante o desenvolvimento da versão do Mega Drive. Contendo FMV's, gráficos de alta qualidade incluindo um Special Stage em 3D real e uma trilha sonora em CD inteiramente nova, composta por Richard Jacques (que mais tarde produziu a trilha sonora de Sonic R. Um lançamento Europeu ocorreu em Fevereiro de 1997.
Em Setembro de 1997 um port da versão do Saturn foi lançado para PC na Europa e EUA, com vídeos e trilha sonora intactos, além de uma notável adição a de um sistema de saves, mas faltavam alguns dos efeitos do Saturn e com um special stage menos impressionante que misturava os Sprites 2D da versão do Mega Drive com a básica jogabilidade 3D da versão do Saturn. A versão do Saturn foi finalmente lançada no Japão no dia 14 de Outubro de 1999, a mesma data do Sonic Adventure International.
Só uma versão do jogo para Mega Drive foi lançada, com a tela título mudando dependendo se está sendo jogado em um console PAL ou NTSC. Nas regiões PAL o título é Sonic 3D: Flickies' Island, e nas regiões NTSC o título é Sonic 3D Blast. Isso causou confusão, porém quando a versão Mega Drive foi relançada no Sonic Mega Collection. devido ao recurso acima mencionado, o jogo é intitulado Sonic 3D Blast quando jogado em um sistema PAL 60 ou NTSC-J.
Embora o título da versão PC mude entre as regiões, seu executável foi intitulado de Sonic 3D Blast: Flickies' Island, uma combinação dos dois nomes. Além disso, Sonic 3D: Flickies' Island foi o título usado para a versão japonesa do Saturn, mas quando a versão do Mega Drive foi finalmente lançada no Japão como parte do Sonic Mega Collection, seu nome foi novamente mudado para "Sonic 3D Blast".
A versão japonesa do Saturn tinha o tempo de load melhorado se comparado com as versões PAL e NTSC-U. A artwork do manual foi influenciada pelo estilo mais tarde usado nos jogos Sonic Adventure e na maioria das artworks dos personagens subsequentes da série, ainda que retratando o estilo clássico dos personagens do Sonic nesse estilo.